# Бакинська фондова біржа
Бакинська фондова біржа (азерб. Bakı Fond Birjası — BFB, англ. Baku Stock Exchange — BSE) — головна фондова біржа країни в Баку, Азербайджан.
Була засновано 15 лютого 2000 року. Біржа є закритим акціонерним суспільством, налічує 19 акціонерів — юридичних осіб. БФБ має торговий зал з 30 робочих місць, технічно дозволяють проводити торги з цінних паперів будь-якого виду. БФБ має також депозитарієм, розрахованим на утримання цінних паперів, випущених у документарній і бездокументній формі. Засновниками Бакинської біржі стали 16 найбільших банків Азербайджану, дві фінансові компанії і Стамбульська фондова біржа. Внесок кожного з них — 60.000 азербайджанських манатів. Статутний фонд біржі становив 1.200.000 манатів.
Засновники БФБ: Міжнародний банк Азербайджану, «INTERSERVIS», «Контінентбанк», «Азерігазбанк», компанія «Марс інвестмент», «Мбанк», «Global Securities», «Капітал Інвестментбанк», «Азердемірйолбанк», «Кочбанк», «Міст-банк Азербайджан!», «Еге Міжнародного банку — Баку», «BayBank», «Ротабанк», «United Credit Bank», «Рабітабанк» і «Промінвестбанк».
За підсумками 2011 року сумарний оборот БФБ по всіх інструментах становив 8,4 млрд манатів ($ 10,7 млрд.).